# Tariego de Cerrato
Tariego de Cerrato ist ein nordspanisches Dorf und eine Gemeinde (municipio) mit 500 Einwohnern (Stand: 2024) in der Provinz Palencia in der Autonomen Gemeinschaft Kastilien-León.

## Lage und Klima
Tariego de Cerrato liegt in der Region Tierra de Campos auf der kastilischen Hochebene in einer Höhe von ca. 745 m. Die Provinzhauptstadt Palencia befindet sich mit ihrem Stadtzentrum etwa zwölf Kilometer (Fahrtstrecke) nordnordwestlich. Der Río Pisuerga begrenzt die Gemeinde im Norden. 
Das Klima im Winter ist durchaus kalt, im Sommer dagegen warm bis heiß; die eher spärlichen Regenfälle (ca. 491 mm/Jahr) fallen überwiegend im Winterhalbjahr.

## Bevölkerungsentwicklung
| Jahr      | 1970 | 1981 | 1991 | 2001 | 2011 | 2021 |
| Einwohner | 675  | 582  | 549  | 564  | 536  | 485  |

## Sehenswürdigkeiten

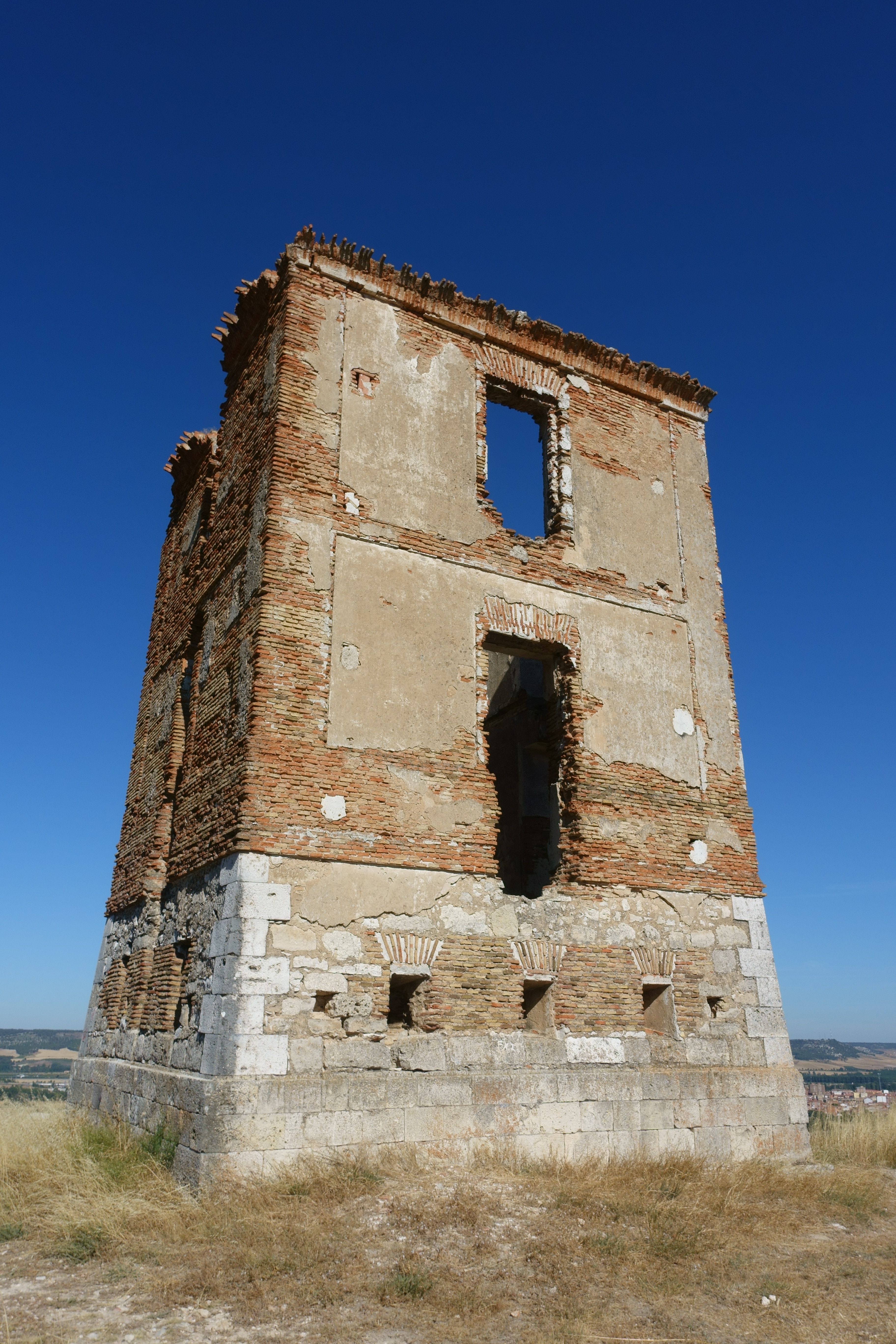
Turmruine
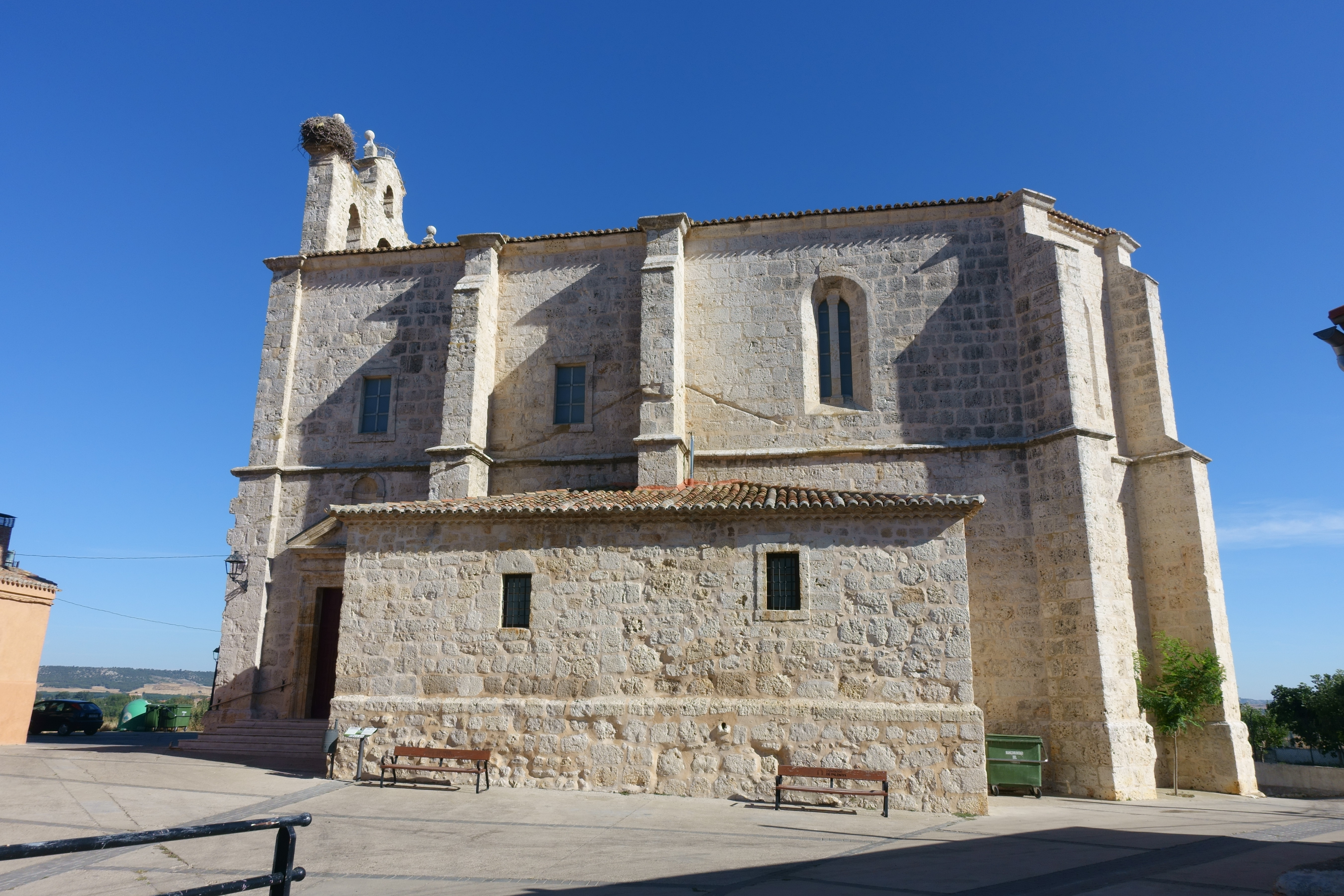
Michaeliskirche
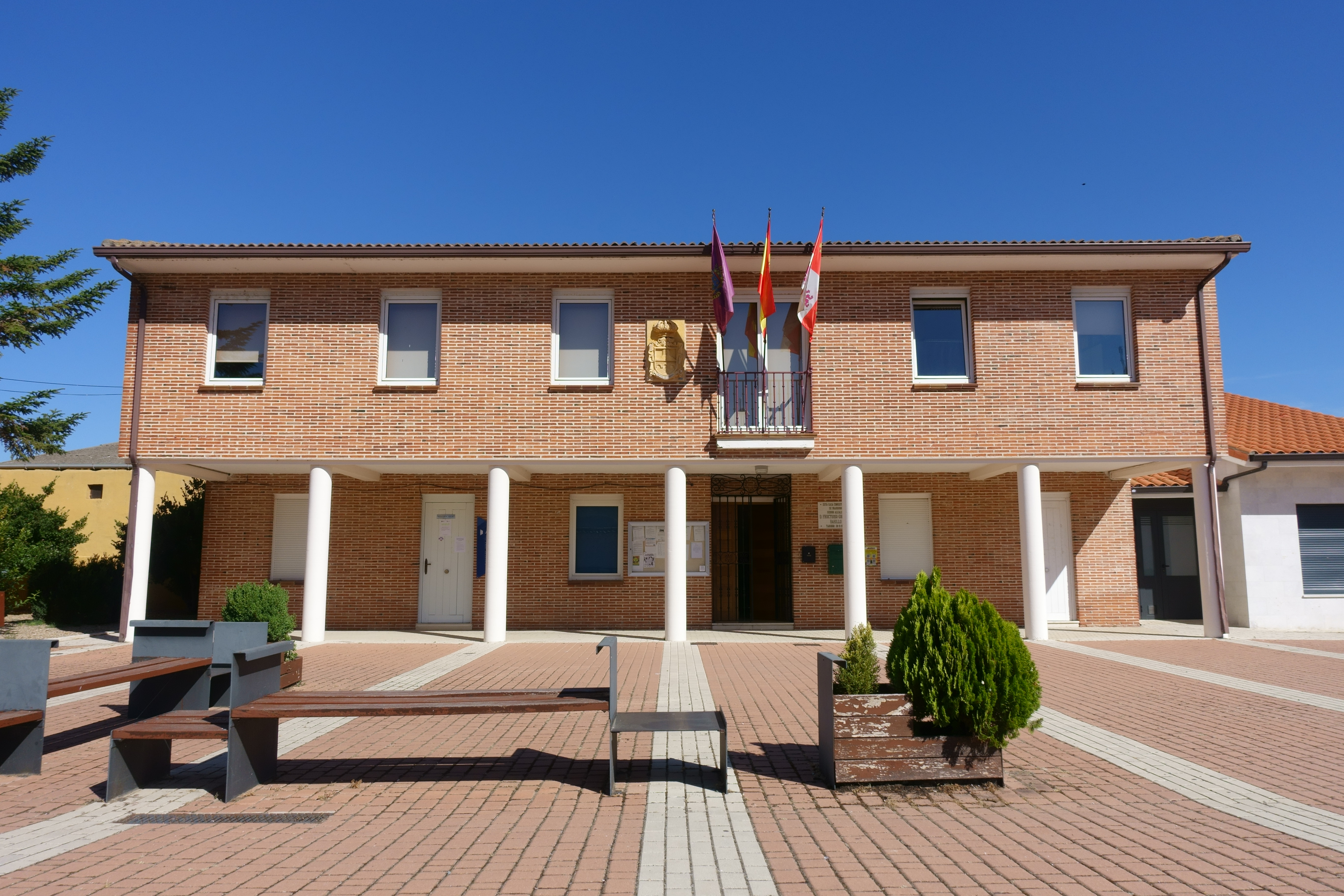
Rathaus

- Turmruine
- Michaeliskirche
- Rathaus